# Doutes (film, 1964)
Pour les articles homonymes, voir Doutes.
Pour plus de détails, voir Fiche technique et Distribution.
Doutes (Αμφιβολίες (Amphivoliés)) est un film grec réalisé par Grigóris Grigoríou et sorti en 1964.

## Synopsis
Antonis trompe sa riche épouse. Il décide de la rendre folle pour prendre le contrôle de sa fortune. Il s'associe avec sa maîtresse et son chauffeur. Il se fait passer pour mort. Cependant, Bekas, un reporter ami de sa femme, spécialisé dans les affaires criminelles mène son enquête et ne cesse d'entretenir des doutes sur la mort réelle d'Antonis.

## Fiche technique
- Titre : Doutes
- Titre original : Αμφιβολίες (Amphivoliés)
- Réalisation : Grigóris Grigoríou
- Scénario : Grigóris Grigoríou et Yannis Maris (el) d'après son roman Le Vase rouge
- Direction artistique : Nikos Nikolaïdis
- Décors :
- Costumes :
- Photographie : Giannis Poulis et Grigoris Danalis
- Son : Telis Grapsas et Dionysis Kotaras
- Montage : Lefteris Siaskas
- Musique : Kostas Klavas
- Production : Roussopoulos Bros.
- Pays d'origine :  Grèce
- Langue : grec
- Format : Noir et blanc
- Genre : Film noir
- Durée : 93 minutes
- Dates de sortie : 1964

## Distribution
- Nikos Kourkoulos (en)
- Viveta Tsiouni
- Paris Alexander
- Dora Volanaki
- Liakos Christoyannopoulos (el)
- Makis Revmatas (el)
- Ketty Papanika